# إيان ستيوارت بلاك
إيان ستيوارت بلاك (بالإنجليزية: Ian Stuart Black)‏ (21 مارس 1915، لندن في المملكة المتحدة - 13 أكتوبر 1997 في المملكة المتحدة)؛ كاتب مسرحي، كاتب سيناريو وروائي بريطاني-بريطاني.

## روابط خارجية
- إيان ستيوارت بلاك على موقع IMDb (الإنجليزية)
- إيان ستيوارت بلاك على موقع ميوزك برينز (الإنجليزية)
- إيان ستيوارت بلاك على موقع أول موفي (الإنجليزية)
- إيان ستيوارت بلاك على موقع قاعدة بيانات الأفلام السويدية (السويدية)
- إيان ستيوارت بلاك على موقع قاعدة بيانات الفيلم (الإنجليزية)
- إيان ستيوارت بلاك على موقع كينوبويسك (الروسية)